# Italo Campanini

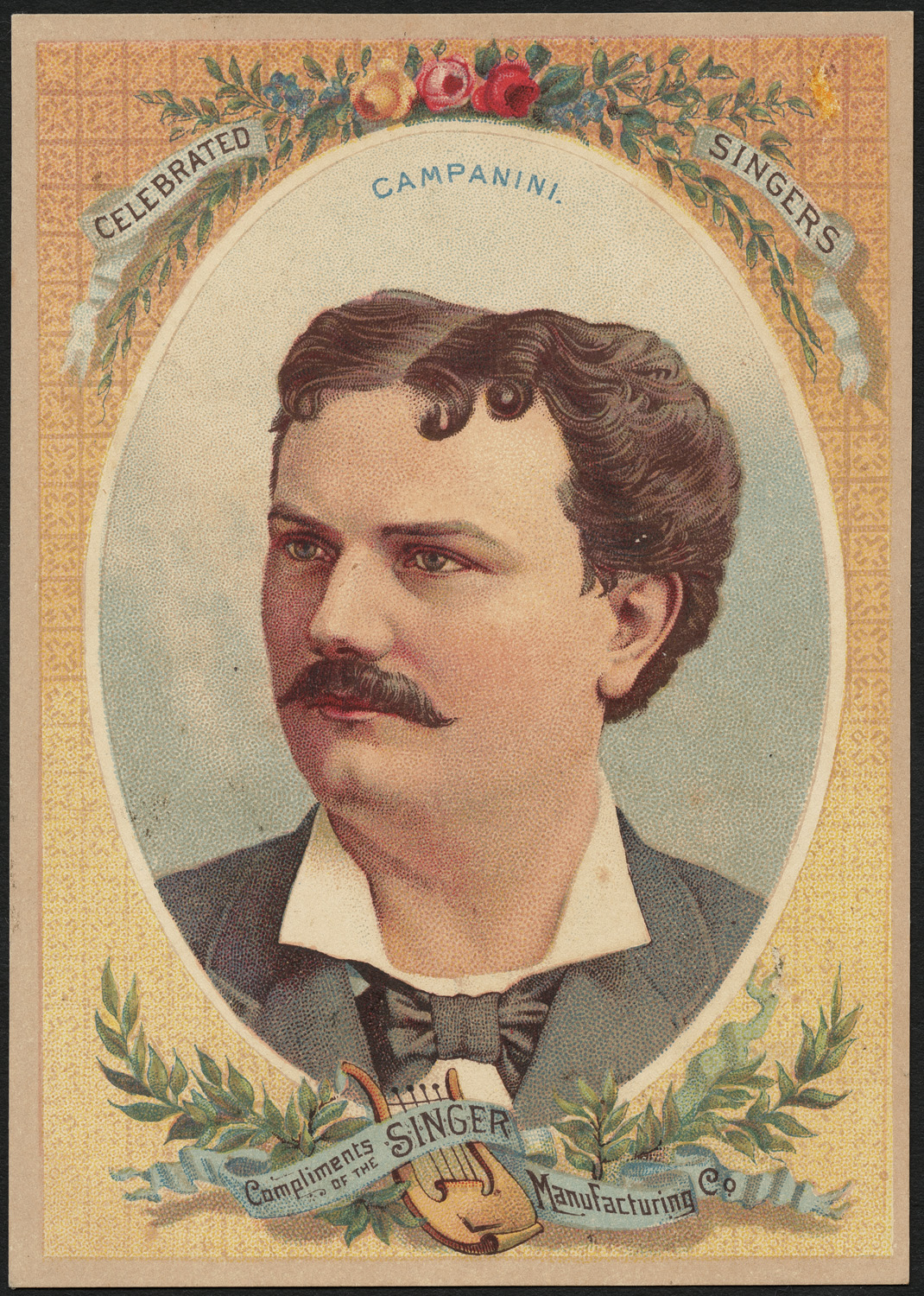
Italo Campanini

Italo Campanini (* 30. Juni 1845 in Parma; † 14. Oktober 1896) war ein italienischer Opernsänger (Tenor).

## Leben
Campanini war Schüler von Francesco Lamperti. Er debütierte 1864 am Teatro Regio seiner Heimatstadt als Oloferno Vitellozzo in Gaetano Donizettis Oper Lucrezia Borgia. Von 1864 bis 1867 hatte er ein Engagement am Opernhaus von Odessa. In der Saison 1870–71 sang er an der Mailänder Scala die Titelrolle in Charles Gounods Faust, den Don Ottavio in Mozarts Don Giovanni den Gennaro in Lucrezia Borgia, 1871 am Teatro Communale von Bologna die Titelrolle in der italienischen Erstaufführung von Richard Wagners Lohengrin.
1872 debütierte Campanini am Drury Lane Theatre, wo er bis 1881 regelmäßig auftrat. Außerdem gab er Gastspiele in Madrid, Lissabon, an der Wiener Hofoper, in Barcelona, Sankt Petersburg und Moskau. In Bologna sang er 1875 den Faust in Arrigo Boitos Mefistofele, die gleiche Rolle gab er 1880 bei der englischen Uraufführung der Oper am Her Majesty’s Theatre.
1873 trat Campanini erstmals an der New Yorker Academy of Music auf. Er sang hier den Radames in der amerikanischen Uraufführung von Giuseppe Verdis Aida (1873), den Raoul in Giacomo Meyerbeers Die Hugenotten (1874) und als Partner von Minnie Hauk den José in der Erstaufführung von Georges Bizets Carmen. 1883 trat er mit Christine Nilsson, Giuseppe del Puente, Sofia Scalchi und Franco Novara in der Titelrolle von Gounods Faust zur Eröffnung der Metropolitan Opera auf, wo er von 1891 bis 1894 ein Engagement hatte. 1888 veranstaltete er an der Academy of Music die amerikanische Erstaufführung von Verdis Otello mit seinem Bruder Cleofonte Campanini als Dirigent.